# Моя циганерія
«Моя циганерія» (фр. Ma Bohème) — сонет французького поета-символіста Артюра Рембо.

## Історія створення
Вірш «Моя циганерія» був написаний у 1870 році у період формування поета.

## Сенс назви
Циганерія в перекладі означає «богема», людина богеми. Сонет «Моя циганерія» — це гімн богемі, гімн людині, яка перебуває наодинці зі світом природи.
Твір має й інші варіанти назви в перекладі: «Богема» («богема» в перекладі з французької означає «циганщина»), «Моє бродяжництво».

## Сюжет
У вірші «Моя циганерія» А. Рембо розповів про свій поетичний спосіб життя. Його найбільша любов — муза. Це вона сміливого юнака перетворює у безвідповідального генія, якому «по коліно море». Ліричний герой мандрує без мети і без грошей, у його голові «лиш рими». Голод і холод його не лякають, у нього є найвище щастя — хмеліти від «вересневого вечора» і «капарити вірші, згорнувшись у калачик». Він порівнює небо з господарством селянина, спостерігає «як зозулясті кури, сокочуть в небі зорі».
Настроєм сп'янілої насолоди мистецтвом та анархічного бунту проти дійсності просякнуті рядки сонета Рембо «Моя циганерія». Цей імпресіоністичний твір відзначається поєднанням сонетної форми та «земного» сюжету, сповненого анархічного виклику, характерним для сонетів Артюра Рембо

## Ліричний герой
Ліричний герой вірша — поет, мандрівник, представник паризької богеми. Для нього має значення тільки свобода й поетичне натхнення.

## Художні особливості
Імпресіоністичний сонет «Моя циганерія» — справжній гімн богемі, гімн вільному мандрівнику-поету. Поет прагне злитися з Природою. У творі переважає зелений колір, який символізує свободу. Поет, який надав значення голосним (‎Голосівки (сонет)), поряд із зеленим кольором подає сферу блакитного, яка символізує мрію.
Вірш написаний у жанрі сонету.
Поет використовує художні тропи:
Порівняння: «вечір — немов вино густе», «Мов струни ліри», «Як зозулясті кури, сокочуть в небі зорі».
Метафори: «Штиблети каші просять», «ті гомони лелію»
Епітети: «розкішна любов», «зозулясті кури»

## Переклади українською
- Василь Стус
- Юрій Покальчук
- Всеволод Ткаченко